# Zdravko Zemunović
Zdravko Zemunović (født 26. marts 1954) er en tidligere serbisk fodboldspiller og træner.